# ياقوت أزرق

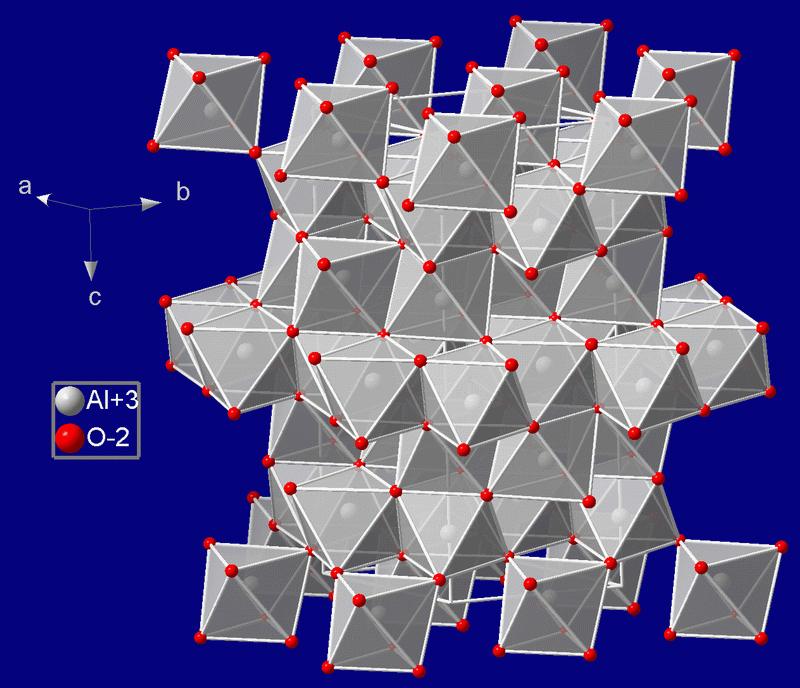
240 هيكل pxCrystal من الياقوت.

الياقوت الأزرق أو الزّفِير من اصناف الأحجار الكريمة، وهو صنف من أحد أصناف معدن السامور، ويحتوي على أوكسيد الألومنيوم (α-Al2O3) ومقادير ضئيلة من عناصر مثل الحديد، التيتانيوم، الكروم، الفاناديوم, والمغنيسيوم. لون الياقوت أزرق في العادة، لكن يمكن أن يوجد الياقوت بالطبيعة باللون الأصفر، البنفسجي، البرتقالي، والأخضر. عندما يكون لون حجر السامور أحمر فإنه يدعى بياقوت. السامور قد يوجد بلون وردي أيضا ويطلق عليه بالياقوت أو الياقوت الأرزق إعتمادا على المنطقة.
عادة ما يُصقل ويُلمع الياقوت ويلبس الياقوت على أنه من المجوهرات، وذلك لأنه من الأحجار الكريمة. يمكن ايجاد الياقوت في الطبيعة، أو يتم تصنيعه من بلورات مخلقة مخبرياً لإستخدامات صناعية. ونظرا لصلابته الملحوظة– 9 في مقياس موس (ثالث أصلب معدن، بعد الألماس 10, والمواسانيت 9.5) – ، يستخدم الياقوت الأزرق في كثير من التطبيقات، مثل المكونات البصرية للأشعة تحت الحمراء، وبلورات ساعات اليد، والنوافذ عالية المتانة، والرقائق اللازمة لترسيب أشباه الموصلات.

## الياقوت الطبيعي
الياقوت الأزرق هو واحد من نوعين مختلفين من حجر السامور الكريم، والنوع الأخر هو بالياقوت (هو السامور باللون الأحمر). وعلى الرغم من أن الأزرق هو أكثر درجات الألوان المعروفة للياقوت الأزرق، إلا أن الياقوت يوجد بألون أخرى وتشمل الأسود، الرمادي, وقد يكون شفافا أيضا.
تختلف تكلفة الياقوت الطبيعي على حسب اللون، والنقاء والحجم والخليط وفوق كل هذا الكفاءة مثلها مثل المنشأ الجغرافي. وتوجد رواسب الياقوت بشكل كبير في شرق أستراليا وتايلاند وسريلانكا، ومدغشقر، وشرق أفريقيا وفي أماكن مختلفة في الولايات المتحدة (جبل الأحجار الكريمة) وفي نهر ميسوري بالقرب من هيلينا، مونتانا. وغالباً مايوجد الياقوت والياقوت الأحمر في نفس المنطقة، لكنهما يتكونان بشكل مختلف، فمثلا, يتواجد الياقوت والياقوت الأزرق في حقل أحجار ماقوك في ميانمار، لكن الياقوت الأحمر يتواجد بهيئة رخاميه، بينما يتواجد الياقوت الأزرق في هيئة بيغماتيت .

### الياقوت الأزرق

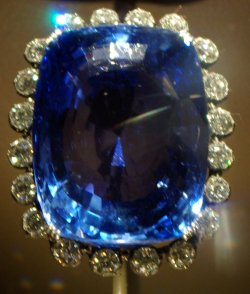
ياقوتة لوجان السابعة

لون الأحجار الكريمه يمكن ان يوصف عن طريق : وهي: اللون,تشبع اللون, وإضاءة اللون. ويشير اللون إلى لون الحجر، ويشير التشبع إلى بريق وزهاء اللون، وتشير إضائة اللون إلى غماقة أو فتاحة اللون. يوجد الياقوت الأزرق في مخاليط مختلفة من ألوان الهيوي الأولية والثانوية، ومستويات اللون المنسجم المختلفة (الظلال) وفي المستويات المتنوعة من اللون الصافي (السطوع): ويجب بالطبع أن يكون اللون الهيوي الأولي أزرق.
يُقيم الياقوت الأزرق بناء على نقاء لونه الأزرق. والألوان الأرجواني، والبنفسجي هي درجات الألوان الثانوية الطبيعية الموجودة في الياقوت الأزرق. ويمكن أن يشارك اللون البنفسجي والأرجواني في الجمال العام للون، في حين أن اللون الأخضر يعتبر لون سلبي. ويقال عن الياقوت الأزرق الداخل معه اللون البنفسجي أو الأرجواني بنسبة لاتزيد عن 15% أنه ذات نوعية جيدة. أما عندما يختلط الياقوت الأزرق مع أي كمية من درجات اللون الأخضر كدرجة لون ثانوية فلا يعتبر نوعية جيدة. واللون الرمادي هو مُعدل اللون الصافي الطبيعي أو القناع الموجود في الياقوت الأزرق. فاللون الرمادي يقلل من اللون الصافي أو السطوع للهوى، وبالتالي فإن له تأثير سلبي واضح.
يمكن وصف لون الياقوت الأزرق النقي على أنه بنفسجي غامق زاه متوسط إلى أزرق أرجواني في حين أن درجة اللون الأزرق الأولية تكون بنسبة 85% كحد أدنى ودرجة الهوي الثانوية لاتزيد عن 15 % بدون أقل خليط لدرجة اللون الخضراء الثانوية أو القناع الرمادي.
تعتبر ياقوتة لوجان ذات ال423 قيراط (85غرام) الموجودة في المتحف الوطني للتاريخ الطبيعي في واشنطن، من أكبر أحجار الياقوت الأزرق جودة في العالم.
مثال اخر للياقوت الأزرق ياقوته الزرقاء سايرن اوف سيرنديب ذات ال422.66 قيراط في متحف هيوستن للعلوم الطبيعية

### الياقوت الأرجواني
ويسمى بادبارادشا وهو سامور بلون أرزق برتقالي أرجواني ولكنه نادر الوجود، وهو النوع الوحيد بخلاف الياقوت الأحمر الذي له اسمه الخاص. ويتم تعدينه في الأصل في سريلانكا، ولكنه يوجد أيضاً على هيئة رواسب في فيتنام وأفريقيا. والياقوت الموجود بهذا اللون يكون نادر جداً، وله قيمة عالية جداً بسبب مزيجه الدقيق لدرجات اللون الوردي الناعم والبرتقالي. واشتُق الاسم من الكلمة السنهالية لزهرة اللوتس. ويعتبر هو والياقوت الأحمر من أحجار السامور الوحيدة التي أخذت اسم وحدها بدلاً من تسميتها بلون محدد للياقوت.
ويعتبر أندر الـ بادبارادشا الموجود هو التشكيلة الطبيعية تماماً، التي لايوجد بها بريليوم أو أي معالجة أخرى، أو تسخين.

### الياقوت الأرزق الأصفر
حتى نهاية القرن 19 كان الياقوت الأرزق الأصفر يعرف باسم التوباز الشرقي أما اسم السافير فكان يطلق على الياقوت الأزرق.
وعلى أية حال فإن السافير الأصفر والأخضر المائل إلى الصفرة يستخدمان في صنع جواهر مميزة وجذابة.
تواجده : 

يوجد حجر السافيرالأخضر الضارب إلى الصفرة القابل للصقل في كوينزلاند ونيوساوث ويلز بأستراليا كذلك توجد أحجار مماثلة في تايلاند.
أما الأحجار الصفراء الخالصة فتوجد في سريلانكا ومونتانا بالولايات المتحدة الأمريكية وشرق أفريقيا.
- صفاته :

الجاذبية النوعية :4,00 

معامل الانكسار :1,76-1,77 

الانكسار المزدوج :0,008 

اللمعان :زجاجي 

درجة الصلابة :9

المكونات :أكسيد الألومنيوم 

التركيب البلوري :ثلاثي التماثل

### مصدر اللون
الياقوت الأحمر هو السامور الذي يحتوي على شوائب الكروم التي تمتص الضوء الأصفر المخضر وينتج عنها اللون الأحمر الغامق للياقوت مع زيادة المحتوى. أما الياقوت الأرجواني فيحتوي على كميات ضئيلة من الفاناديوم ويأتي في مجموعة متنوعة من ظلال. والكوراندوم الذي يحتوي على نسبة ~0.01% من التيتانيوم يكون عديم اللون. وإذا كان هناك كميات ضئيلة من الحديد موجودة، فيمكن رؤية لون أصفر شاحب جداً مائل إلى الأخضر.ومع ذلك عندما يجتمع كلاً من شوائب التيتانيوم والحديد، تكون النتيجة لون أزرق غامق غاية في الروعة.
وعلى عكس الامتصاص المحلي للضوء (interatomic) الذي يسبب لون شوائب الكروم والفاناديوم، فإن اللون الأزرق للياقوت يأتي من نقل شحنة التكافؤ والتي هي عبارة عن نقل الكترون من أيون في حالة معدنية انتقالية إلى أخر عن طريق التوصيل أو مستوى التكافؤ. فيمكن للحديد أن يأخذ الصيغة Fe2+ أو Fe3+, في حين أن التيتانيوم ياخذ عامة الصيغة Ti4+. وإذا تم استبدال أيونات الـ Fe2+ والـ Ti4+ بأيون الـ Al3+، فيتم خلق المناطق المستوطنة لعدم توازن الشحنة. ويمكن أن يسبب نقل الإلكترون من Fe2+ و Ti4+ إلى تغيير في حالة التكافؤ لكل من الاثنين.وبسبب تغير التكافؤ يكون هناك تغيير معين في طاقة الإلكترون، ويتم امتصاص الطاقة الكهرومغناطيسية.ويقابل الطول الموجي للطاقة الممتصة اللون الأصفر.وعندما يُطرح هذا الضوء من الضوء الأبيض الساقط، فيُنتج اللون الأزرق التكميلي.وأحياناً عندما تختلف المسافات الذرية في اتجاهات مختلفة فتكون النتيجة تلوانية أزرق مخضر.
تعتبر عملية نقل شحنة التكافؤ هي عملية إنتاج مظهر لوني قوي بنسبة أقل من الشوائب. وفي حين أنه يجب أن يوجد على الأقل نسبة 1 % من الكروم في الكوراندوم قبل رؤية اللون الأحمر الغامق للياقوت الأحمر، فإن الياقوت الأزرق يكون لونه ظاهر بوجود نسبة 0.01% فقط من التيتانيوم والحديد.

### الياقوت متعدد الألوان

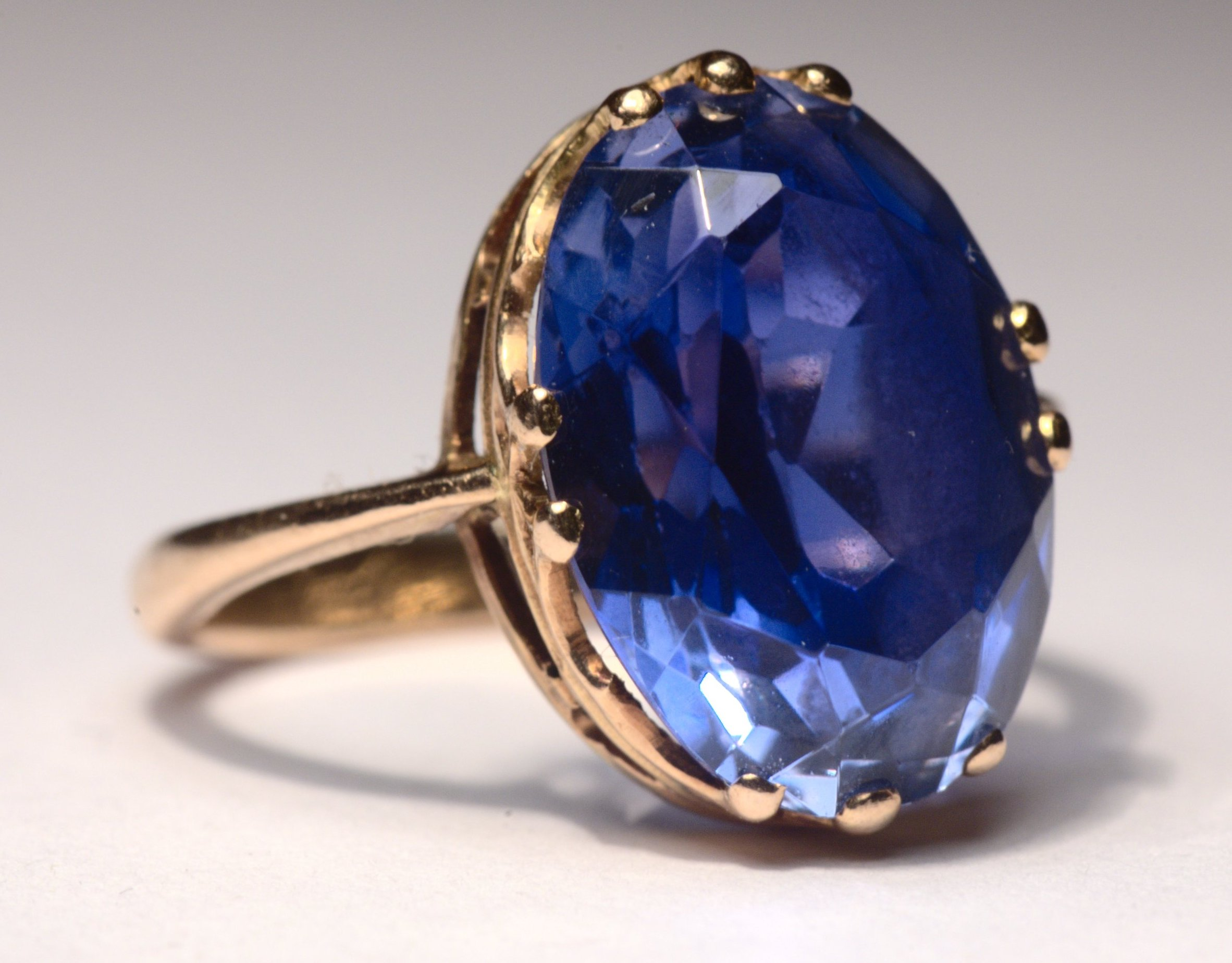
الياقوت الوردي

الياقوت الأرجواني يكون أقل سعراً من الأزرق. كما يمكن ايجاد الياقوت الأصفر والأخضر أيضاً شائعين. ويزداد لون الياقوت الوردي غماقة على حسب زيادة كمية الكروم. وكلما كان اللون الوردي غامقاً أكثر كلما زادت قيمته النقدية مادام يسير اللون بإتجاه اللون الأحمر للياقوت الأحمر.
كما يمكن وجود الياقوت بظلال من اللون البرتقالي والبني، ويمكن استخدام الياقوت عديم اللون كبدائل للماس في المجوهرات.أما اللون الوردي البرتقالي (السلامون) فغالباً مايجلب أسعار أعلى من خيرة الياقوت الأزرق حتى. وفي الآونة الأخيرة، ظهر هذا اللون من الياقوت في الأسواق كنتيجة لطريقة معالجة جديدة تسمى «التشتيت الشبكي». [بحاجة لمصدر]

### الياقوت مُتغير اللون
هناك تشكيلة نادرة من الياقوت، والمعروفة باسم الياقوت متغير اللون، حيث تُظهر ألوان مختلفة في الإضاءة المختلفة.حيث يكون لونه أزرق في الضوء النهاري وأرجواني تحت الضوء الداخلي الساطع. كما يمكن أيضاً أن تكون تغييرات اللون وردي في ضوء النهار إلى لون مخضر تحت الضوء الفلورسنت. وهناك بعض الحجارة التي تغير اللون جيداً وهناك غيرهم من تغيره جزئياً، حيث أن بعض الحجارة تتحول من اللون الأزرق إلى اللون الأرجواني المزرق.وفي حين أن الياقوت متغير الألوان يأتي من مجموعة أماكن متعددة، إلا أن تنزانيا تعتبر المصدر الرئيسي للحجر الكريم.
هناك أنواع صناعية من الياقوت متغير الألوان يتم بيعها كـ الكسندريت معملي أو صناعي، والاسم الدقيق له هو شبيه الإلكسندريت (يسمى أيضاً alexandrium) لأن هذا الأخير هو في الواقع نوع من شريسوبيريل --- وهو مادة مختلفة كلياً حيث يكون الـ pleochroism لها مختلف وأكثر وضوحاً عن الكوراندوم متغير الألوان (الياقوت).

### الياقوت النجمي

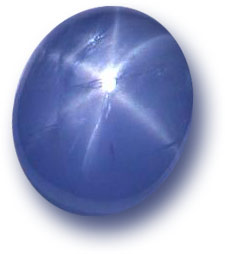
نجمة بومباي الـ [24] الياقوت النجمي

الياقوت النجمي هو نوع من الياقوت الذي يظهر ظاهرة تشبه النجمة تعرف باسم مجموعة النجوم "asterism" ويحتوي الياقوت النجمي على إبرة عرضية تشبه الإبر (غالباً معدن الروتيل، ويتكون المعدن أساساً من ثنائي أكسيد التيتانيوم ) الذي يسبب مظهر النجمة ذات الستة أشعة عندما تُرى مع مصدر ضوء مسلط عليها من أعلى.
لاتعتمد قيمة الياقوت النجمي على وزن قيراط الحجر فقط ولكنها تعتمد أيضاً على لون الجسم، والشفافية وكثافة مجموعة النجوم asterism.
ويعتقد أن نجمة الهند هي أكبر ياقوتة نجمية في العالم وهي تعرض حالياً في المتحف الأميركي للتاريخ الطبيعي في مدينة نيويورك. ووجود نجمة بومباي ذات الـ 182 قيراط (36.4 جرام) في المتحف القومي للتاريخ الطبيعي، في واشنطن العاصمة، يعتبر مثال جيد على الياقوت النجمي الأزرق.

### معالجات الياقوت
يمكن معالجة الياقوت بعدة طرق من أجل تعزيز وتحسين وضوحه وألوانه. ومن الممارسات الشائعة تسخين الياقوت الطبيعي من أجل تحسين وتعزيز لونه.ويتم ذلك عن طريق تسخين الياقوت في درجات حرارة تتراوح بين 500 و 1800 درجة مئوية لعدة ساعات، أو عن طريق التسخين في جو فرن خالي من النيتروجين لمدة سبعة أيام أو أكثر. ويتم التسخين في الأنابيب المنخفضة حيث يتم وضع الحجر في بوتقة من السيراميك على الفحم، حيث يقوم الشخص بنفخ الهواء خلال أنبوبة من الخيزران باتجاه الفحم لخلق المزيد من الحرارة.ويصبح الحجر أكثر زرقة ولكنه يفقد بعض نعومته.وعندما يتم استخدام درجات حرارة مرتفعة، يفقد الحجر كل نعوميته ويصبح واضح تحت التكبير. ويرجع تاريخ أدلة تعرض الياقوت والأحجار الكريمة للتسخين، للعصور الرومانية على الأقل. والأحجار التي لم تعرض للتسخين تكون نادرة نوعاً ماويتم بيعها غالباً مصحوبة بشهادة ضمان من مختبر مستقل للأحجار الكريمة تثبت أنه «لادليل على معالجتها بالحرارة».
تعتبر معالجات الانتشار مثيرة للجدل أكثر حيث انها تستخدم لإضافة عناصر للياقوت من أجل أغراض تحسين اللون.وعادة مايتم توزيع البريليوم (Be) داخل الياقوت بدرجات حرارة عالية، أقل بقليل من درجة انصهار الياقوت. في البداية(c. 2000) ظهر اللون البرتقالي بهذه العملية، على الرغم من تطور هذه العملية الآن ويتم معالجة العديد من ألوان الياقوت بعنصر البريليوم.وانه أمر غير أخلاقي ان يتم بيع الياقوت المعالج بالبريليوم بدون الإفصاح عن ذلك، ويجب أن يكون السعر أقل بكثير عن الحجر الطبيعي أو الذي تم تعزيزه بالتسخين بمفرده بدون اضافات.
وعامة فإن معالجة الحجارة بانتشار السطح مرفوضة؛ مثل تكسير الحجر لرقائق أو أماكنية أزالة طبقة لون الـ 'padparadscha' المُعاد دهانه.(وهناك بعض الحجارة المعالجة والتي يصبح اللون أكثر عمقاً عن السطح، ومع ذلك.)تكمن المشكلة في حقيقة أن الـ padparadschas المعالج يكون صعب التعرف عليه في بعض الأحيان، وهذه هي الأسباب وراء وجوب الحصول على شهادة من معمل أحجار كريمة ذات سمعة جيدة (مثل جوبلن، وSSEF و، AGTA, إلخ) قبل الاستثمار في الـ padparadscha.
وفقاً لمباديء لجنة التجارة الفيدرالية، في الولايات المتحدة، فإنه من المطلوب الكشف عن أي شكل من أشكال التعزيز التي لها تأثير هام على قيمة الحجر الكريم.

## التعدين

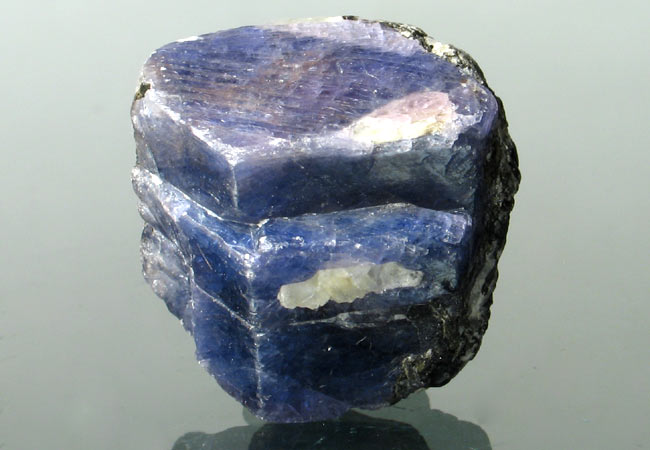
الياقوت من مدغشقر

يتم استخراج الياقوت من الرواسب الغرينية أو من المناجم الأولية الموجودة تحت الأرض.وتشمل مناطق التعدين الآتي: ميانمار، ومدغشقر، وسري لانكا، وأستراليا، وتايلاند، والهند، وباكستان، وأفغانستان، وتنزانيا، وكينيا والصين. وموطن ياقوتة لوغان ونجمة الهند ونجمة بومباي الأساسي هو مناجم سري لانكا.وتتصدر مدغشقر دول العالم في إنتاج الياقوت (اعتبارا من 2007) وتحديدا في مدينة Ilakaka وحولها. [بحاجة لمصدر]وقبل Ilakaka، كانت أستراليا هي أكبر منتج للياقوت (حتى 1987). [بحاجة لمصدر] وفي عام 1991 تم اكتشاف وجود جديد للياقوت في Andranondambo، جنوب مدغشقر. وتم استغلال هذه المنطقة صناعياً منذ عام 1993 وكانت شبه مهجورة بعد سنوات قليلة بسبب صعوبات في استغلال الياقوت في حجر أساسها. [بحاجة لمصدر] ويتم إنتاج الياقوت في الولايات المتحدة من رواسب قرب هيلينا، مونتانا. كما يمكن ايجاد الياقوت ذات مرتبة الأحجار الكريمة والـ rubies في وحول فرانكلين، ولاية كارولينا الشمالية.

## الياقوت الإصطناعي

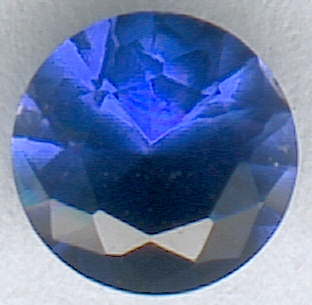
الياقوت الصناعي

في عام 1902، طور الكيميائي الفرنسي أوغست فورني عملية لزراعة بلورات الياقوت الصناعي. ففي عملية فورني، يتم إضافة مسحوق الألومينا الناعم للهب الأوكسي هيدروجين والذي يوجه للأسفل عكس رف المستوقد. وتترسب الألومينا الموجودة في اللهب ببطء، صانعة من ذلك شكل يشبه الدمعة الساقطة 'boule' الياقوت.يمكن إضافة الـ dopants الكيميائية من أجل خلق نسخ صناعية من الروبي وكل أحجار الياقوت الأخرى، بالإضافة إلى الألوان التي لايمكن رؤيتها في الطبيعة.ويكون الياقوت الصناعي مطابق للياقوت الطبيعي، غير أنه يمكن أن يُصنع بدون العيوب الموجودة في الأحجار الطبيعية. ومع ذلك فإن عملية فيرنيل لها عيوب حيث أن البلورات المولدة معها لها تواترات داخلية عالية. ويعتبر العديد من طرق تصنيع الياقوت في هذه الأيام هي عبارة عن اختلافات لعملية تشوخرالسكي، التي اُخترعت في 1916. حيث يتم غمس بلورة بذرة الياقوت الصغيرة بوتقة من الالومينا المنصهرة ثم يتم سحبها ببطء للأعلى بمعدل من 1 إلى 100 ملم في الساعة. وتتبلور الألومينا في النهاية، مما يتولد عنها شكل جزرة طويلة بوول من الحجم الكبير، أكبر من 400 ملم في القطر وتزن حوالي 500 كلغ تقريبا.
في عام 2003، كان الإنتاج العالمي للياقوت الصناعي هو 250 طن.(1.25 × 10 9 قيراط). وفك توافر الياقوت الصناعي الرخيص العديد من الاستخدامات الصناعية لهذه المادة الفريدة:
تم صنع الليزر الأول بقضيب من الروبي الصناعي. ويعتبر ليزر ياقوت -التيتانيوم مشهور بسبب قابليته النادرة نسبياً لضبط الطول الموجي لليزر في منطقة الشعاع الأحمر إلى الأشعة تحت الحمراء للطيف الكهرومغناطيسي.كما يمكن غلق النظام بسهولة.ففي هذا الليزر، تشع بلورة الياقوت المنتجة صناعياً مع شوائب الكروم أو التيتانيوم بضوء مكثف من لمبة خاصة، أو ليزر أخر، لخلق اشعاع محفز.
هناك تطبيق على الياقوت الصناعي وهو زجاج الياقوت.ولايعتبر الياقوت شديد الشفافية للطول الموجي للضوء بين 170 نانومتر إلى 5.3 ميكرومتر فقط (يمكن للعين البشرية أن تميز من نحو 400 نانومتر إلى 700 نانومتر) ولكنه أيضاً يعتبر أقوى خمسة مرات عن الزجاج ويأخذ المرتبة التاسعة على مقياس موس، على الرغم من أنه هو أيضا أكثر هشاشة. ويصنع زجاج الياقوت من boules ياقوت خالص عن طريق تقطيعه لرقائق وتلميع الرقائق الرفيعة.يتم استخدام نوافذ زجاج الياقوت في الحجرات عالية الضغط من أجل التحليل الطيفي، والبلورات في الساعة ذات الجودة العالية، ونوافذ ماسح الباركود في متاجر البقالة حيث أن صلابة المادة الاستثنائية تجعلها مقاومة جداً للخدش. ويجب على أصحاب مثل هذه الساعات أن يظلوا حريصين على تجنب التعرض للمجوهرات الماسية، ويجب أيضاً أن يتجنبوا خبط ساعاتهم في أسطح الأحجار الصناعية والمحفزة لأنها عادة ماتحتوى على كربيد السيليكون ومواد أخرى والتي تكون أقوى من الياقوت وبالتالي تكون قادرة على التسبب في خدوشات فيه.

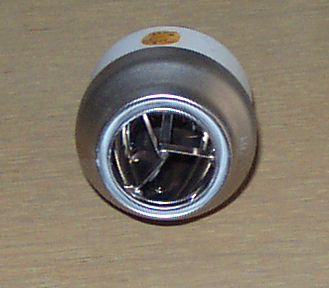
مصباح آرك زينون سيراميكي مع صمام لإنتاج الياقوت الصناعي

هناك نوع من مصباح قوس الزينون، والذي يعرف باسم سيراماكس (اسم لماركة أصلية- تعرف عامة بلمبة الزينون سيراميكية الجسم)، يستخدم ناتج صمامات الياقوت التي تم غمسها مع العديد من العناصر الأخرى من أجل ضبط انبعاثها. وفي بعض الحالات، تسبب الأشعة فوق البنفسجية المنبعثة من المصباح خلال العملية وهج أزرق من الصمام بعد إطفاء المصباح. وهو تقريبا نفس لون اشعاع الـ Cherenkov ولكن يتسبب عن طريق تفسفر بسيط.
تستخدم رقائق الياقوت المفرد أيضاً في صناعة أشباه الموصلات كمادة لنمو الأجهزة المعتمدة على نيتريد الجاليوم (GaN), مع غلاف موصل شفاف (TCC) متكون من نيتريد الجاليوم على مادة الياقوت. ومن أجل حساب عدم تطابق الشبكة بين الـ GaN ومادة الياقوت، تتكون طبقة الـ nucleation على مادة الياقوت.فعلى سبيل المثال ثنائي أكسيد السيليكون، يتكون قناع على قمة طبقة الـ nucleation مع عدد وافر من الفتحات. ثم ينمو الـ GaN بعد ذلك خلال الفتحات الموجودة في القناع ليكون طبقة نامية جانبية من الـ epitaxial عليها والتي ينمو فيها GaN الحرة التي بها عيوب.ويعوض الـ epitaxial النامي جانبياً عن عدم تطابق الشبكي بين مادة اليقوت والـ GaN. ويغني استخدام مادة الياقوت عن الاحتياج لغطاء زجاجي كما يقلل تكلفة الـ TCC بشكل ملحوظ، حيث أن مواد الياقوت هذه تكلف ما يقارب من واحد على سبعة من تكلفة مواد الجرمانيوم.ومن الشائع استخدام نيتريد الجليوم على الياقوت في صمامات ابعاث الضوء الأزرق الثنائية (LEDs).
يمكن بعد ذلك أ يتم تنظيم الغلاف الموصل الشفاف (TCC) على خلية شمسية لـ 0}زرنيخيد الغاليوم (GaAs). وذلك للتعويض عن عدم التطابق بين شبكية كلاً من GaAs و GaN، ويمكن تنظيم الـ إنديوم غاليوم الفوسفات (InGaP) بين الخلية الشمسية للـ GaAs والـ GaN TCC للتعويض عن عدم التوافق الشبكي بين GaN والـ GaAs.ويمكن أن يتكون السطح كشبكة فائقة أو كطبقة متدرجة، من أجل المزيد من التعويض عن عدم التوافق بين GaN و InGaP. وبدلا من ذلك، يمكن أن يتشكل السطح بين GaN و InGaP عن طريق أسلوب المقابلة أو عن طريق انصهار الرقاقة. إن الـ TCC، وفقاً للاختراع الحالي، قدرة على التعويض عن عدم التوافق الشبكي على أوجه الـ TCC مع التخلص من الحاجة إلى وجود غطاء زجاجي والغلو النسبي لمادة الجرمانيوم.